# Bart Verhaeghe
Bart Verhaeghe est un entrepreneur belge. En 2011, il devient président du Club Bruges et, un an plus tard, il en devient l'actionnaire majoritaire. Il a parfois été considéré à la fin des années 2010 comme l'une des personnes les plus influentes du football belge. Le président du Club Brugge est également membre du conseil d'administration de l'European Club Association (ECA).

## Biographie
Verhaeghe est né dans une famille brabançonne avec des racines flamandes occidentales. Il a grandi à Grimbergen, près de Bruxelles, et a joué au football au KSC Grimbergen et au Hoger Op Merchtem. Après des études secondaires au collège Jan van Ruusbroeck de Laeken, il a étudié le droit à l'Université catholique de Louvain et a obtenu un Master of Business Administration à la Vlerick Business School.
Il commence sa carrière chez KPMG, l'un des quatre grands cabinets comptables. Cependant, neuf mois plus tard, il démissionne pour se lancer dans l'entrepreneuriat. Au sein de l'entreprise de construction industrielle Verelst, il développe le promoteur de projets Eurinpro, spécialisé dans l'immobilier logistique, dont il est devenu le PDG. En 2006, il a vendu cette entreprise à la société australienne Macquarie Goodman pour 400 millions d'euros.Il est devenu président du Club Brugge en 2011. Fin 2012, Verhaeghe en est devenu l'actionnaire majoritaire. En 2013, la Pro League a délégué Verhaeghe au Comité exécutif de la Fédération royale belge de football. Trois ans plus tard, il prend le poste d'administrateur et devient vice-président. Avec l'ancien président Gérard Linard, Verhaeghe a réorganisé l'association, qui a enregistré une perte de 8 millions d'euros en 2016, pour en faire une fédération financièrement saine.
Verhaeghe était également président de la Commission technique. Avec Mehdi Bayat et Chris Van Puyvelde, il nomme Roberto Martínez sélectionneur national[Où ?]. Verhaeghe était chef de délégation à la Coupe du monde de football en Russie où les Diables rouges ont remporté la médaille de bronze, le meilleur résultat de l'histoire du football belge.
En juin 2019, Verhaeghe a démissionné de la RBFA afin de pouvoir se concentrer sur le Club Brugge et ses autres activités professionnelles. Il est alors parfois considéré comme l'une des personnes les plus influentes du football belge. Cependant, en 2022, l'association de football a inclus Verhaeghe dans le groupe de travail chargé de nommer le successeur de Roberto Martinez (en espagnol : Roberto Martínez) en tant qu'entraîneur de l'équipe nationale des Diables Rouges[pas clair]. C'est ainsi que l'Italo-allemand Domenico Tedesco a été nommé sélectionneur de l'équipe nationale belge à partir de février 2023.
En 2023, Bart Verhaeghe, président du Club Bruges, et ses trois associés, semblaient vouloir revendre les 71,89 % des parts qu’ils co-détiennent. En novembre 2023, Verhaeghe a donné plus d'explications lors de la conférence de presse consacrée au départ prévu du CEO Vincent Mannaert. Verhaeghe à précisé clairement qu'il restera le principal actionnaire au cours des prochaines années et conservera la direction stratégique. À partir du 1er juillet 2024, le fils de Bart Verhaeghe - Lucas Verhaeghe - siégera au conseil d'administration du Club Brugge. Cette décision fait suite à la vente des actions de l'ancien CEO Vincent Mannaert à Bart Verhaeghe. La nouvelle composition du conseil d'administration est donc la suivante : Bart Verhaeghe, un représentant de l'actionnaire Orkila Capital, Jan Boone, Peter Vanhecke, le CEO Bob Madou et Lucas Verhaeghe. Ce dernier assume également une fonction opérationnelle au sein du département des transferts du Club Brugge.